# Гимн Кишинёва
Гимн Кишинёва (рум. Imnul Chișinăului) по названию первой строки на русском «Мой белый город…», на румынском «Orașul meu» — официальный символ города Кишинёв, столицы Молдавии. Автор слов — Георгий Дмитриевич Водэ, композитор — Евгений Дмитриевич Дога. Текст песни написан в 1973 году.
В качестве гимна Кишинёва песня была утверждена по случаю 530-летия города (в 1996 году). Гимн Кишинёва исполняется перед официальными собраниями, в которых принимает участие примар (мэр) города; при открытии и закрытии заседаний городского совета и наиболее крупных городских праздниках.
В 2021 году Евгений Дога официально передал авторские права на музыку гимна муниципалитету Кишинёва.

## Текст песни
| Orașul meu din albe flori de piatră În ploi de soare zi de zi scăldat Mereu întinerind în vechea vatră, Din cântec și iubire înălțat. Orașul meu frumos ca niciodată, Grădina mea cu cerul tău de dor, În inimă te am pe viața toată Și-n graiul cel mai dulce te ador. Îmi place să mă plimb prin el agale Pe străzi de tei, castani și trandafiri, Să întâlnesc prietenii de școală Cu zâmbet și lumină în priviri. Orașul meu etern ca o poveste, Mereu îți simt în piept suflarea ta, Destinul meu, destinul tău ne este Cu tine toată lumea e a mea. Visul alb al meu! | Перевод В. Лазарева: Мой белый город, ты цветок из камня, Омытый добрым солнечным дождем, Как ветрами, овеян ты веками, Как песня, в сердце ты звучишь моем. Мой теплый город в переливах света, И в зелени, и в звездах, и в огнях, Я так люблю, когда живут рассветы На улицах твоих и площадях! Мой нежный город — свет мой негасимый, Ты весь в моей, а я — в твоей судьбе. Так радостно здесь встретиться с любимым И вновь услышать песню о тебе. Мой белый город, вечный, как сказанье, В тебе наш труд и молодость, и смех. Я чувствую всегда твое дыханье — Ты мой, ты наш, и ты открыт для всех. |